# Tmesisternus unipunctatus
Tmesisternus unipunctatus är en skalbaggsart som beskrevs av Guérin-Méneville 1835. Tmesisternus unipunctatus ingår i släktet Tmesisternus och familjen långhorningar. Inga underarter finns listade i Catalogue of Life.